# María Oruña
María Oruña Reinoso (Vigo, 1976) es una abogada, novelista y columnista española.

## Biografía
Licenciada en Derecho ejerció durante diez años como abogada laboralista y mercantil. En 2013 publicó su primera novela, La mano del arquero, donde construye una trama sobre el acoso laboral y el abuso de autoridad que está inspirada en casos reales que conoció profesionalmente como abogada.
En 2015, Ediciones Destino publicó su primera novela negra, Puerto escondido, que fue traducida a varios idiomas y que posteriormente tuvo continuación en su serie de novelas conocida como Los libros del Puerto Escondido. El personaje principal de la serie es Valentina Redondo, teniente de la Guardia Civil a cargo de la Unidad Orgánica de Policía de Judicial (U.O.P.J. Cantabria) de Cantabria.
Desde enero de 2020 colabora como columnista en el diario Faro de Vigo.

## Obra

### SerieLos libros del Puerto Escondido
- Puerto escondido (Ediciones Destino, 2015).
- Un lugar a donde ir (Ediciones Destino, 2017).[13]
- Donde fuimos invencibles (Ediciones Destino, 2018).[14]
- Lo que la marea esconde (Ediciones Destino, 2021).[15]
- El camino del fuego (Ediciones Destino, 2022).[16]
- Los inocentes (Ediciones Destino, 2023).

### Otras novelas
- La mano del arquero (Bubok, autopublicación, 2013).
- El bosque de los cuatro vientos (Ediciones Destino, 2020).
- El albatros negro (Plaza&Janés, 2025).

## Rutas literarias
Las novelas de la serie transcurren en Cantabria, en las localidades de Santillana del Mar, Comillas y Suances. Debido a ello, y aprovechando la popularidad de la serie, el Ayuntamiento de Suances creó en 2016 la Ruta Literaria Puerto Escondido, que recorre los principales escenarios en los que transcurren las novelas.